# Liste von Persönlichkeiten aus Bosco Luganese
Diese Liste enthält in Bosco Luganese geborene Persönlichkeiten und solche, die in Bosco Luganese ihren Wirkungskreis hatten, ohne dort geboren zu sein. Die Liste erhebt keinen Anspruch auf Vollständigkeit.

## Persönlichkeiten
(Sortierung nach Geburtsjahr)
- Familie Fraschina. [1]
  - Carlo Fraschina (* 1697 in Bosco Luganese; † 1772 ebenda), Architekt. Er betätigte sich am Ausbau des Palacio Real (Riofrio), der von der Königin Elisabetta Farnese nach Plänen von Vigilio Rabaglio aus Gandria errichtet wurde[1]
  - Giovanni Maria Fraschina (* 1705 in Bosco Luganese; † 180? ebenda ?), Baumeister, Architekt. Er ging mit seinem Bruder Carlo 1739 von Genua aus nach Spanien. Unter König Philipp V. (Spanien) arbeiteten die Brüder an der Sommerresidenz der spanischen Könige, dem Palacio Real (La Granja) in Real Sitio de San Ildefonso bei Segovia, um 60 km von Madrid. Ferner waren sie ausführende Baumeister am Palacio Real (Madrid) in Madrid und am Palacio Real (Riofrio) bei Segovia, der von Vigilio Rabaglio aus Gandria entworfen worden war[2]
  - Giovanni Fraschina (1750–1837), Kapuziner, apostolischer Prediger am römischen Hof, Erzbischof von Korinth
  - Antonio Fraschina (* um 1785 in Bosco Luganese; † nach dem 1839 ebenda), Politiker, Mitglied des Tessiner Grossrats 1830–1839[3]
  - Carlo Fraschina (* um 1790 in Bosco Luganese; † 7. April 1844 ebenda), Priester, Professor der Theologie am Seminar in Como, Pfarrer von Sant’Agata, Erzpriester des Doms zu Como, veröffentlichte Complexiones theologiae dogmaticae. (1834)[1]
  - Costantino Fraschina (* 1794 in Bosco Luganese; † 1878 ebenda), Hauptmann der königlichen Garde Karls X.[1]
  - Giuseppe Fraschina (* 1817 in Bosco Luganese; † 31. März 1891 ebenda), Sohn des Agostino, Architekt, Neffe des Architekten Peter von Nobile aus Campestro; er besuchte zuerst die Accademia di Belle Arti di Brera in Mailand, dann das Polytechnikum in Wien; er arbeitete einige Zeit in Venedig und Mailand; 1852–1877 unterrichtete er Architektur im Liceo cantonale von Lugano (Rektor 1858–1861). Verfasser der Biographien seines Onkels, des Ritters Pietro Nobile und von Domenico Fontana[4]
  - Carlo Fraschina (* 1825 in Bosco Luganese; † 1900 ebenda), Zivilingenieur und Architekt der Universität Pavia, er erstellte mit Francesco Porta den Kataster von Bosco Luganese und Cademario; 1857 projektierte er die Korrektur des Ticino Flusses; 1862–1863 und 1866–1872 kantonaler Haupttechniker; 1876–1896 Ingenieur der Gotthardeisenbahn. Genie Oberst der Schweizer Armee und Gründer der Società degli Architetti e Ingegneri del Cantone Ticino. Mitglied des Tessiner Grossrats 1885–1895[5]
  - Giovanni Fraschina (* 19. Oktober 1836 in Bosco Luganese; † 3. September 1917 ebenda), Advokat, Politiker, Mitglied des Tessiner Grossrats 1867–1893, 1913–1915[6], dessen Präsident 1878, 1882 und 1889, des Verfassungsrats 1891, Mitglied des Gerichts von Lugano 1893. 1882 schlug er eine Wahl zum Staatsrat aus[1][7]
  - Pietro Fraschina (* 1841 in Bosco Luganese; † 1908 ebenda), Maler, Dekorateur tätig in La Chaux-de-Fonds, er war Schwager des Abts Serafino Balestra aus Bioggio[8]
  - Battista Fraschina (* um 1860 in Bosco Luganese; † nach dem 1912 ebenda), Advokat, Politiker, Mitglied des Tessiner Grossrats 1909–1912[9]
  - Maddalena Fraschina (* 1893 in Bosco Luganese; † 1972 in Lugano), Sekundarlehrerin, Direktorin des weiblichen Gymnasium von Lugano, Autorin: Cenni di storia ticinese. 1953, 77 Seiten[10]

- Costantino Lomazzi (* 1860 in Bosco Luganese; † 1919 ebenda), (Herkunftsort Cureggia), Maler, Freskant in verschiedenen Kirchen und Betkapellen, Zeichnungdozent im Istituto Rusca in Gravesano[11]
- Riccardo Lomazzi (* 24. November 1893 in Bosco Luganese; † 13. März 1953 ebenda), Bildhauer und Maler schuf Figurengruppen, Büsten, religiöse Themen, Grabdenkmäler und Freskos[12]
- Familie Boffa. 
  - Amedeo Boffa (* 3. August 1900 in Bosco Luganese; † 13. Juni 1966 in Minusio), Tessiner Grossrat, Nationalrat, Präsident des Tessiner Presseverbands[13][14]
  - Giovanni Boffa (* 23. Oktober 1872 in Bosco Luganese; † 8. August 1967 ebenda), Primarlehrer, Bürgermeister, Stadtschreiber, Bürgergemeindepräsident in Bosco Luganese
  - Angelo Boffa (* 8. April 1912 in Bosco Luganese; † 19. Februar 1970 in Locarno), MathEthZ, Professeur, Direktor stv Magistrale Locarno, Stadtrat Locarno.

- Ernst Friedrich Brockmann (1920–1978), Architekt, Bildhauer, Graphiker, Ingenieur.